# Sempre noi (singolo)
Sempre noi è un singolo del cantante italiano Max Pezzali realizzato con la collaborazione di J-Ax. È stato pubblicato il 25 maggio 2012 ed è l'unico inedito dell'album Hanno ucciso l'Uomo Ragno 2012. A un anno dalla pubblicazione il singolo è stato certificato disco d'oro.
Il brano è contenuto anche in J-Ax & Friends, Le canzoni alla radio e Max Forever Vol.1.

## Descrizione
Parlando dell'album Hanno ucciso l'Uomo Ragno 2012 in un'intervista a Rolling Stone, Max Pezzali ha detto di Sempre noi:
Il brano fa continui riferimenti al mondo giovanile degli anni novanta come il Game Boy, il Super Nintendo e il gioco Super Mario Bros., la serie televisiva Renegade, il Modem 56k, il MicroTAC, i film di Austin Powers, il wrestler Antonio Inoki, la Volkswagen Golf con il volante Momo, il Subwoofer, il Walkman e il Tamagotchi. Vengono inoltre citati i brani degli 883 Hanno ucciso l'Uomo Ragno, Sei un mito e Nord sud ovest est.
A maggio 2018 un estratto della canzone viene utilizzato nella nuova campagna pubblicitaria della nota bevanda Campari Soda.

## Video musicale
Il video è stato presentato in anteprima dal Corriere della Sera il 14 giugno, ed è stato successivamente reso disponibile alle televisioni a partire dal 18 giugno. 
Il video ha come protagonisti Max Pezzali e J-Ax che arrivano in sella a due rombanti moto Harley-Davidson per poi cominciare a cantare. Queste riprese esterne sono ambientate in via Giulio Verne 7 a Milano. Nel video sono presenti molti dei "compagni di avventura" di Pezzali, tra cui Claudio Cecchetto, Pier Paolo Peroni e l'amico di sempre Cisco, oltre che allo storico compagno nei primi 883 Mauro Repetto. Nel videoclip sono presenti anche Franco Godi (produttore di J-Ax), Space One, Ensi, Dj Zak e altri.

## Classifiche
| Classifica (2012) | Posizione massima |
| ----------------- | ----------------- |
| Italia            | 20                |

## Formazione
- Max Pezzali - voce, chitarra
- J-Ax - voce
- Guido Style - chitarra